# Barra de Guaratiba
Barra de Guaratiba è un quartiere (bairro) della Zona Ovest della città di Rio de Janeiro in Brasile. In questo luogo si sarebbero dovute tenere tra il 27 e il 28 luglio del 2013 la veglia e la celebrazione eucaristica conclusiva della GMG di Rio de Janeiro 

## Amministrazione

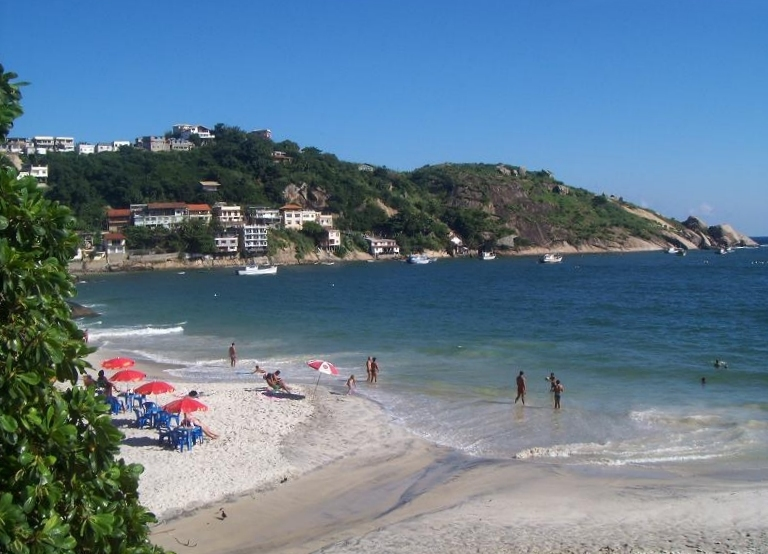
La Spiaggia di Barra di Guaratiba

Barra de Guaratiba fu istituito come bairro a sé stante il 23 luglio 1981 come parte della Regione Amministrativa XXVI - Guaratiba del municipio di Rio de Janeiro.